# Makilingia speciosa
Makilingia speciosa är en insektsart som beskrevs av Baker 1924. Makilingia speciosa ingår i släktet Makilingia och familjen dvärgstritar. Inga underarter finns listade i Catalogue of Life.